# Sono Sachiko
Sono Sachiko, född 1867, död 1947, var en japansk kejsargemål. Hon var konkubin till kejsar Meiji av Japan och mor till hans fyra döttrar. 